# Barbara Meter
Barbara Meter (Amsterdam, 1939) is een Nederlandse cineaste. Ze is de dochter van de Duitse illustrator Leo Meter en de Joodse-Duitse muzieklerares Elisabeth Plaut. Meter heeft talloze korte experimentele films gemaakt maar ook speelfilms en documentaires.

## Carrière
Meter studeerde in de jaren 60 bij de Nederlandse Filmacademie en rondde die af in 1963. Haar eerste film, Norwegian Wood (1967), gefilmd door cameraman Robby Müller, werd toen positief door de filmkritiek ontvangen en als underground film bestempeld. Haar film Familie Nasdalko aan zee (1969) werd door het ministerie van CRM ingestuurd naar het First International Underground Film Festival in Londen in 1970. Dit festival wordt door Meter zelf genoemd als het startpunt van haar interesse in experimentele films. In haar woorden: "Toen keek ik met andere ogen. Het leek een soort hersenspoeling." Het bekijken van abstracte, non-narratieve films zou Meter beïnvloeden om zich te richten tot het maken van experimentele films.
Meter is een van de oprichters van de Electric Cinema, een underground vertoningspodium voor experimentele films. Dit podium opereerde tussen 1969 en 1974 in Amsterdam. De andere leden van Electric Cinema waren filmmakers gelieerd aan de Nederlandse Film Co-op: Jos Schoffelen, Mattijn Seip, Nico Paape en Willem Thijssen.
Dankzij haar inspanningen bij de programmering van Electric Cinema, ontstond in Nederland in die periode een netwerk voor experimentele film met een sterk internationaal karakter, geïnspireerd door de buitenlandse initiatieven en filmcoöperatieven van Duitsland, Frankrijk en Engeland. Buitenlandse makers werden ertoe uitgenodigd om hun films niet alleen in Amsterdam te vertonen en in te leiden maar ook op landelijk niveau. Bekende filmmakers die toen werden uitgenodigd waren onder anderen Valie Export, Kurt Kren, Stephen Dwoskin, Birgit Hein en Wilhelm Hein, Carolee Schneemann en Malcolm LeGrice.
Eind jaren 60 werkte Meter ook samen met Ramses Shaffy, voor wie ze enkele films en een installatiewerk maakte voor zijn voorprogramma.
In 1974, door verandering in het politieke bewustzijn in de maatschappij, gingen de leden van STOFF (Studio ter Ontwikkeling van Film en Filmmanifestaties: de productietak van de Film Co-op) en Electric Cinema uit elkaar. Meter ging meer politieke en feministische films maken en was medeoprichter van POLKIN (Politieke Kinema). In de jaren tachtig begon Meter weer experimentele films te maken.
In 1995 ging Meter een master video en film halen bij de London School of Printing. Tijdens deze periode kwam ze weer in aanraking met de London Film-maker Co-op en de optische printer die ze daar ter plekke hadden. Deze printer zou een belangrijke rol spelen in de ontwikkeling van haar filmstijl.
Behalve films maken heeft Meter ook jarenlang gewerkt als freelance curator bij het Stedelijk Museum en als filmdocent aan de Academie Minerva in Groningen.
Haar films zijn vaak in het buitenland vertoond. In 2017 is een retrospectief gewijd aan haar werk samengesteld door Mónica Savirón.

## Filmstijl
Barbara Meters films kenmerken zich door een associatief en non-narratief karakter. In haar films worden de beelden (vaak gefilmd op Super8 film en vanaf foto’s) via de optische printer geherinterpreteerd, gemanipuleerd, uitvergroot en weer eigen gemaakt. Ook het geluid (het gebruik van fragmenten en herhalingen) wordt gebruikt op een collageachtig manier. Zelf zei ze hierover: "Film gaat niet per se over het registreren van de werkelijkheid, voor mij gaat het veel meer over het doorbreken van het filmkader."

## Filmografie
- Norwegian Wood (1967, korte film)
- Bedelaars (1967-68, korte film)
- Tandeborstel vergeten (1967-68, korte film)
- Familie Nasdalko aan zee (1968, korte film)
- Time Without Rabbits (1968, korte film)
- From the Exterior (1970, korte film)
- ...And a Table (1970, korte film)
- Song for Four Hands (1971, korte film)
- Portraits (1972, korte film)
- Nieuw Dennedal (1974, documentaire)
- Als één vrouw (1976, korte film)
- Honderd beledigingen per dag (1978, documentaire)
- Vrouwen in de Pijp (1979, documentaire)
- Een herfstig dagje in Ruigoord (1980, korte film)
- De afstand tot dichtbij (1982, speelfilm)
- Binnenstebuiten (1983)
- In het voorbijgaan (1983, speelfilm)
- Weer-bericht (1985-87, speelfilm)
- Andante, ma non troppo (1988, korte film)
- Ins and Outs (1989, korte film)
- Traces (1991, korte film)
- Laura (1994, speelfilm)
- Penelope (1995, korte film)
- Sculptures for a Windless Space (1995, korte film)
- Departure on Arrival (1996 korte film)
- Diary of Disquiet (1997-98, korte film)
- Convalescing (1998, korte film)
- Verschijningen/Appearances (2000, korte film)
- Greece to me (2001, korte film)
- Nooit varen boten in de bergen/ Never boats do sail in the mountains (2002, korte film) Kade/Quay (2003, korte film)
- A Winter's Night (2003, korte film)
- Ach, waarover zal ik zingen (2004, korte film)
- Ariadne (2005, korte film)
- Vondelingen/Appearances (2005, korte film)
- Stretto (2005, korte film)
- Aanraking/A Touch (2008, korte film)
- Whether or not you believe (2008, documentaire)
- Loutron (2009, documentary)
- Little Stabs (2011, korte film)
- Tien Liederen/Ten Songs (2012, compilatie)
- Bis an den Himmel und noch viel mehr (2015, documentaire)
- Nachtlicht, een zoektocht naar geborgenheid  (2021, korte documentaire)

## Meer lezen
- Nina Danino en Michael Mazière, The Undercut reader : critical writings on artists' film and video, Wallflower Press (2003), ISBN 9781903364475
- Nicky Hamlyn, Film Art Phenomena, British Film Institute (2003), ISBN 9780851709710